# Led, milda ljus, i dunkel, dimfylld värld
Led, milda ljus, i dunkel, dimfylld värld, är en psalm med text skriven 1833 av John Henry Newman under titeln Lead, Kindly Light. Den översattes till svenska 1893 av Erik Nyström i samarbete med Carl Boberg och på nytt 1922 av David Assarsson och 1936 av Hjalmar Pontus Alner. De två sistnämnda översättningarna sammanfogades och bearbetades 1937 av Torsten Fogelqvist. Musiken är skriven 1860 av Charles Henry Purday. Alternativ melodi av Oskar Lindberg 1937. Annan inledningsrad Led, milda Ljus, ibland de mörka snår.

## Publicerad i
- Svenska Missionsförbundets sångbok (1920) som nr 273 under rubriken "Jesu efterföljelse".
- Sionstoner (1935) som nr 520 under rubriken "Nådens ordning: Trosliv och helgelse".
- Den svenska psalmboken 1937 som nr 354 under rubriken "Trons vaksamhet och kamp".
- Frälsningsarméns sångbok 1968 som nr 719 under rubriken "Begynnelse Och Avslutning".
- Den svenska psalmboken 1986 som nr 275 under rubriken "Efterföljd - helgelse".
- Svensk psalmbok för den evangelisk-lutherska kyrkan i Finland (1986) som nr 414 under rubriken Kallelse och efterföljd.